# Eutrepsia bipennis
Eutrepsia bipennis là một loài bướm đêm trong họ Geometridae.